# Jerome Adams
Jerome Michael Adams (sinh ngày 22 tháng 9 năm 1974) là một bác sĩ gây mê và phó đô đốc người Mỹ trong Đoàn Ủy nhiệm Y tế Công cộng Hoa Kỳ hiện đang giữ chức Tổng Y sĩ Hoa Kỳ thứ 20. Trước khi trở thành Tổng Y sĩ, ông từng là Ủy viên Y tế bang Indiana, từ năm 2014 đến 2017. Ngày 29 tháng 6 năm 2017, Tổng thống Donald Trump đã đề cử Adams trở thành Tổng Y sĩ Hoa Kỳ. Adams đã được Thượng viện Hoa Kỳ phê chuẩn vào ngày 3 tháng 8 năm 2017. Ông nhậm chức vào ngày 5 tháng 9 năm 2017.

## Xuất thân và giáo dục
Adams là con trai của Richard và Edrena Adams ở Mechanicsville, Maryland, và lớn lên trong trang trại của gia đình. Ông học Trường Trung học Chopticon, tốt nghiệp năm 1992, nằm trong top 5% của lớp.  Sau đó, ông theo học tại Đại học Maryland Hạt Baltimore thông qua Học bổng Meyerhoff toàn phần, một khoản trợ cấp dành riêng cho các sinh viên dân tộc thiểu số quan tâm đến các ngành khoa học. Adams đã nhận bằng Cử nhân Khoa học ngành Hóa sinh và Cử nhân Khoa học Xã hội ngành Sinh tâm lý học. Ngoài ra, Adams từng đi du học ở Hà Lan và Zimbabwe.
Adams đã theo học trường y tại Đại học Y Indiana với học bổng Eli Lilly and Company Scholar. Ông cũng nhận bằng Thạc sĩ Y tế Công cộng từ Đại học California, Berkeley vào năm 2000, với trọng tâm là phòng ngừa bệnh mãn tính. Adams đã hoàn thành chương trình bác sĩ nội trú nội khoa (2002–2003) tại Bệnh viện St. Vincent Indianapolis, và trú tại khoa gây mê (2003–2006) tại Đại học Indiana. Ông được chứng nhận là bác sĩ gây mê.

## Sự nghiệp

### Tư nhân và hàn lâm
Sau hai năm làm tư nhân tại Bệnh viện Ball Memorial, Adams được bổ nhiệm làm trợ lý giáo sư gây mê tại Đại học Indiana. Ông đã viết một số bài báo nghiên cứu học thuật và các chương sách, bao gồm các chương trong Anesthesia Student Survival Guide: A Case-based Approach (Hướng dẫn sống còn cho sinh viên gây mê: Cách tiếp cận dựa trên trường hợp), và một bài xã luận trên tờ American Journal of Public Health (Tạp chí Y tế Công cộng Mỹ), "Are Pain Management Questions in Patient Satisfaction Surveys Driving the Opioid Epidemic?" (Các câu hỏi về quản lý cơn đau trong khảo sát sự hài lòng của bệnh nhân dịch bệnh Opioid)

### Ủy viên Y tế bang Indiana
Vào tháng 10 năm 2014, Adams được bổ nhiệm làm Ủy viên Y tế bang Indiana. Ban đầu ông được Thống đốc Mike Pence bổ nhiệm và được Thống đốc mới được bầu Eric Holcomb bổ nhiệm lại vào năm 2017. Trong vai trò này, ông giám sát các Cục Phòng thí nghiệm và Bảo vệ Y tế Cộng đồng, Cục Y tế và Con người, Chất lượng Chăm sóc Y tế và Quy định, và Ủy ban Ngăn ngừa Thuốc lá; ông cũng từng là Thư ký Ủy ban Điều hành Sở Y tế Bang Indiana, với tư cách là Chủ tịch Ủy ban Chăm sóc Chấn thương Bang Indiana, với tư cách là Chủ tịch Quỹ Hoosier Khỏe mạnh, và là đồng Chủ tịch của Hội đồng Quản trị Hợp tác Cải thiện Chất lượng Chu sinh Indiana. Trong một trận dịch HIV năm 2015, Adams ban đầu phản đối các chương trình trao đổi kim tiêm với lý do "đạo đức", nhưng sau đó đã thay đổi thái độ của mình khi các trường hợp tiếp tục gắn kết.

### Tổng Y sĩ Hoa Kỳ

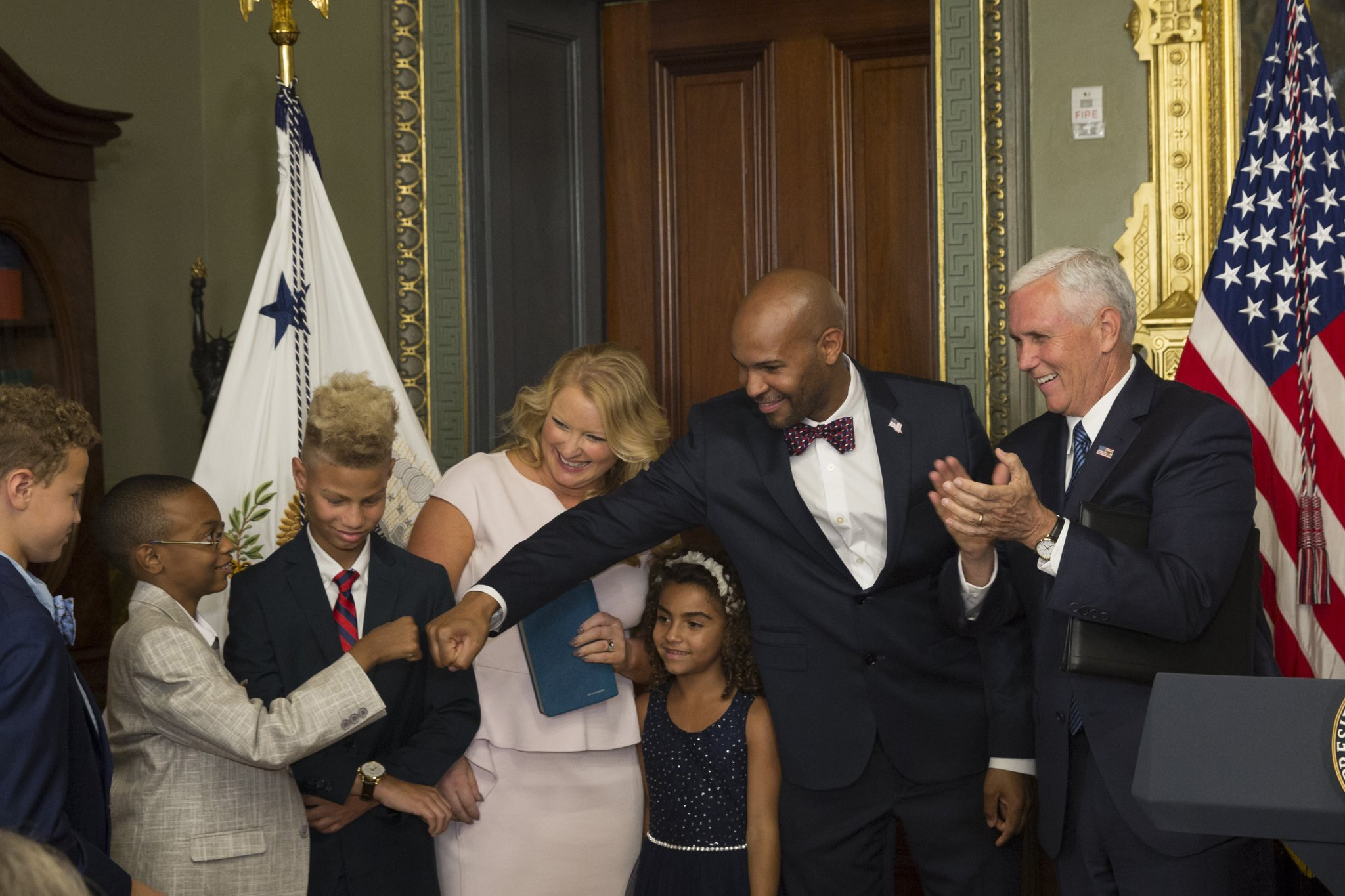
Phó Tổng thống Mike Pence làm lễ tuyên thệ cho Adams với tư cách là Tổng Y sĩ Hoa Kỳ vào ngày 5 tháng 9 năm 2017.

Ngày 29 tháng 6 năm 2017, Tổng thống Donald Trump đã đề cử Adams làm Tổng Y sĩ Hoa Kỳ tiếp theo. Ông đã được phê chuẩn chức danh này vào ngày 3 tháng 8 năm 2017. Sau khi phê chuẩn, Adams nói rằng việc giải quyết dịch opioid cùng với bệnh tâm thần không được điều trị sẽ là hai ưu tiên chính của ông.  Adams đã tuyên thệ nhậm chức Tổng Y sĩ vào ngày 5 tháng 9 năm 2017, và nhận được sự ủy nhiệm ngay sau đó.
Tháng 4 năm 2018, Adams đã thúc giục những người Mỹ có nguy cơ dùng quá liều opioid, cũng như gia đình và bạn bè của họ, mang theo thuốc giải độc không kê đơn để giúp chống lại tử vong đang gia tăng. Tháng 5 năm 2018, Adams đã phản ứng với tình trạng khẩn cấp về y tế trên chuyến bay trên chuyến bay tới Jackson, Mississippi.
Tháng 9 năm 2018, Adams đã bắt đầu một chiến dịch cùng với các quan chức y tế công cộng khác để thúc đẩy tiêm phòng cúm theo mùa. Đại dịch cúm năm 2017 đã dẫn đến cái chết của khoảng 80.000 người Mỹ, con số tử vong cao nhất trong ít nhất bốn thập kỷ, theo Giám đốc CDC Robert Redfield. Trong số 180 trẻ em đã chết, 80 phần trăm không được tiêm chủng.

#### Đại dịch COVID-19

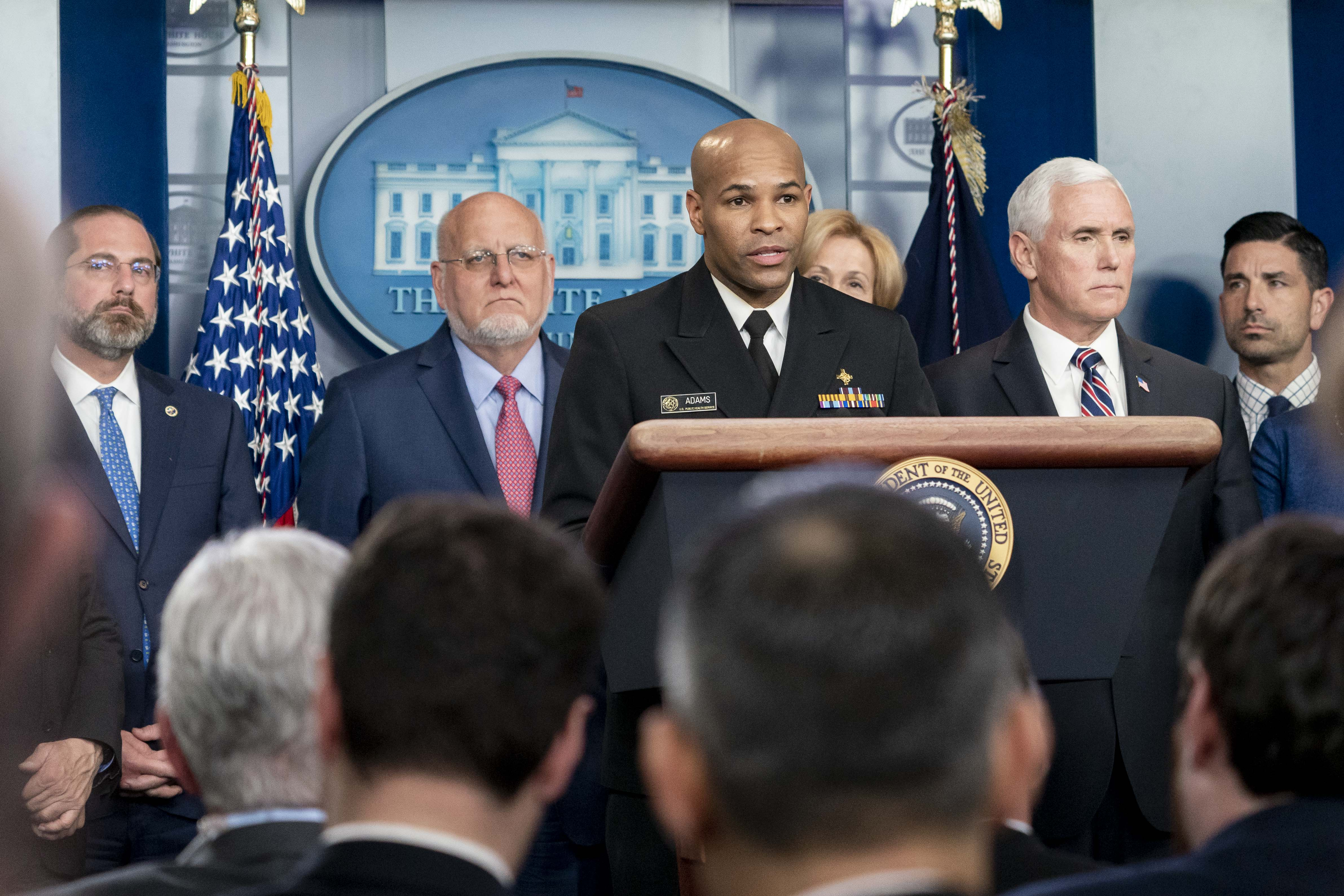
Adams nói chuyện với nhóm phóng viên chuyên trách Nhà Trắng về COVID-19 vào tháng 3 năm 2020

Tháng 2 năm 2020, Adams được bổ nhiệm vào đội phản ứng để đối phó với đại dịch COVID-19. Adams ban đầu đã hạ thấp nguy cơ từ COVID-19 bằng cách so sánh nó với bệnh cúm, bị các chuyên gia chỉ trích. Ông cũng kêu gọi mọi người không mua hoặc sử dụng khẩu trang ở nơi công cộng vì ông nói rằng chúng không hiệu quả trong việc ngăn chặn công chúng bị dính coronavirus gây ra COVID-19. Adams sau đó đã rút lại khuyến nghị này vì ông nói rằng có thông tin mới về sự lây lan không có triệu chứng của virus. Sau khi Adams đưa ra tuyên bố về những rủi ro gia tăng mà người Mỹ gốc Phi phải đối mặt từ COVID-19, các chuyên gia y tế da đen đã chỉ trích những khẳng định của ông là sai lệch và thiếu ngữ cảnh thích hợp.

## Giải thưởng và huân huy chương
|  |  |  |  |  |  |  |  |  |

|  | Public Health Service Outstanding Service Medal     |
|  | Public Health Service Outstanding Unit Citation     |
|  | Public Health Service Unit Commendation             |
|  | Public Health Service Crisis Response Service Award |
|  | Humanitarian Service Medal                          |
|  | Public Health Service Regular Corps Ribbon          |
|  | Commissioned Corps Training Ribbon                  |

## Đời tư
Adams và vợ là Lacey có với nhau ba đứa con.